# Matthieu Gauzin
Matthieu Gauzin (Saint-Doulchard, 27 febbraio 2001) è un cestista francese.